# Fools Garden
Fools Garden, anciennement Fool's Garden, est un groupe allemand de pop chantant en anglais, originaire de Pforzheim. Il est formé en 1991 par Peter Freudenthaler et Volker Hinkel. Après avoir débuté en 1993 avec l'album Once in a Blue Moon, Fools Garden sort, deux ans plus tard, son deuxième album Dish of the Day, qui deviendra un hit en Europe et en Asie avec la chanson Lemon Tree.
Go and Ask Peggy for the Principal Thing suit en 1997, puis trois albums en 2000, 2003 et 2005.
En 2003, trois membres quittent le groupe, à la suite d'une rupture avec la maison de disques; le groupe est remanié et change son nom en Fools Garden (sans apostrophe).
Une compilation intitulée High Times est sortie le 2 octobre 2009, contenant 15 titres dont un inédit.

## Biographie

### Débuts (1991–2002)
En 1991, Peter Freudenthaler (né le 19 février 1963, chant) et Volker Hinkel (né le 21 juin 1965, guitare) forment le groupe Fools Garden et enregistrent ensemble l'album promo homonyme. Après l’arrivée de Thomas Mangold (né le 25 septembre 1965, basse), Roland Röhl (né le 6 avril 1971, claviers) et Ralf Wochele (né le 23 février 1968, batterie) ils enregistrent deux ans plus tard, l'album Once in a Blue Moon, qui comprend deux nouvelles chansons. C'est le seul album disponible dans le commerce dans lequel Volker Hinkel chante également plusieurs chansons. Le groupe atteint le succès en 1994, lorsque le morceau Wild Days est sélectionné pour une publicité par C&A.
1995 assiste à la sortie de l'album Dish of the Day qui comprend également le hit numéro un Lemon Tree, plus grand succès de l'histoire du groupe. Les deux singles (disque de platine en Allemagne, Nouvelle-Zélande et Norvège, disque d'or en Suisse, Autriche, France et Suède) ainsi que l'album (disque de platine en Allemagne et en Suisse, disque d'or en Autriche) se vendent également très bien en dehors de l'Allemagne. Le single Lemon Tree atteint la première place des charts allemands pendant quatre semaines du 23 février au 21 mars, et l’album Dish of the Day de la semaine du 8 au 14 mars. En 1996, Fools Garden est récompensé dans la catégorie de jeune groupe le plus titré aux Peix Bambi, Goldenen Europa, Goldenen Stimmgabe et Echo Awards.
Le 5 septembre 1997, le groupe publie Go and Ask Peggy for the Principal Thing, qui ne parvient pas à atteindre le haut des charts (uniquement 44e en Allemagne, et 50e en Suisse). Les deux singles extraits de l'album, Why Did She Go? et Probably n'atteignent également pas le haut des charts. Frustré, le groupe publie un autre album, For Sale, le 14 avril 2000. For Sale n'atteint que brièvement les charts à la 82e place.

### Changements (2003–2011)
Après l'échec commercial de leurs derniers albums, Mangold, Röhl et Wochele quittent le groupe en 2003. Freudenthaler et Hinkel décident de continuer en duo, mais Polydor Records décide de jeter le groupe après la sortie de 25 Miles to Kissimmee. Ils restent ensemble malgré tout et débutent une tournée en 2004. En parallèle, le groupe atteint le succès en Europe de l'Est, jouant devant 100 000 spectateurs pour les 750 ans de Kaliningrad,. Man of Devotion, un single issu de Ready for the Real Life, est utilisé pour le documentaire Schwiegertochter gesucht.
En 2005, ils reçoivent le Ravensburger Kupferle pour Fools Garden Meets Morscheck and Burgmann. À la fin de l'été 2009, le premier best-of du groupe est sorti sous forme de CD unique et de série double album en édition limitée. Il s'intitule High Times et comprend 14 chansons. L'édition limitée comprend sur le second CD, 15 chansons unplugged live du groupe.

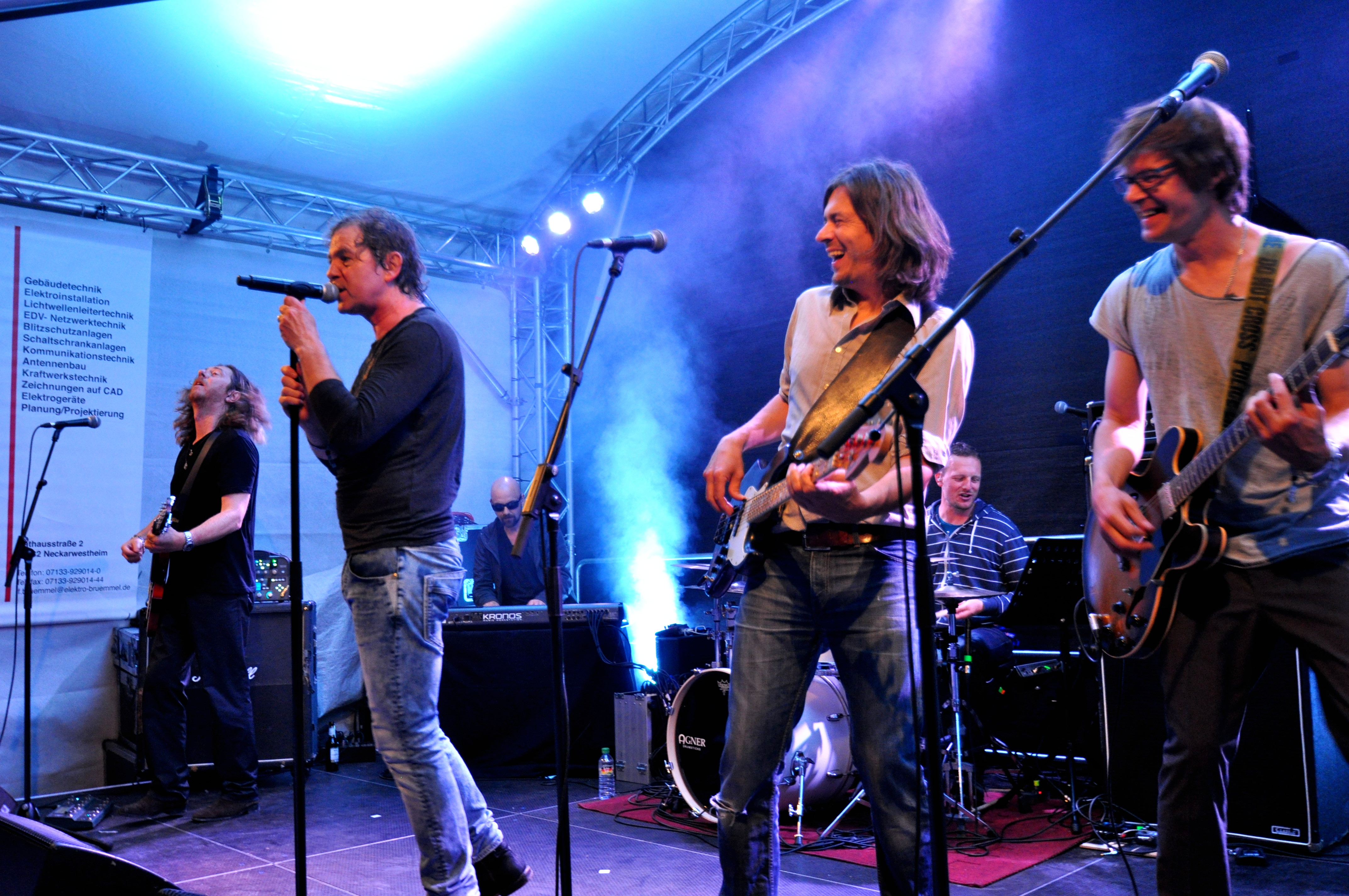
Fools Garden, au Blacksheep Festival de Bonfeld, en 2016.

Le 14 septembre 2012, Fools Garden publie le single Innocence, dont une reprise avec l'orchestre du film Babelsberg. L'album Who Is Jo King? comprend quatorze nouveaux et est publié le 14 octobre 2012. La couverture de l'album est réalisée par Klaus Voormann, qui s'est chargé autrefois de la couverture de Revolver des Beatles.

## Membres

### Membres actuels
- Peter Freudenthaler - chant
- Volker Hinkel - guitare, chant
- Gabriel Holz - guitare
- Dirk Blümlein - basse
- Claus Muller - batterie

### Anciens membres
- Thomas Mangold - basse
- Roland Röhl - claviers
- Gabriel Holz - guitariste
- Ralf Wochele - batterie

## Discographie

### Singles
- 1995 - Lemon Tree
- 1996 - Wild Days
- 1996 - Pieces
- 1997 - Why Did She Go?
- 1997 - Probably
- 1998 - Rainy Day
- 2000 - Suzy
- 2000 - It Can Happen
- 2000 - Happy (special tour edition)
- 2001 - In the Name
- 2001 - Dreaming
- 2003 - Closer
- 2004 - Dreaming (2004 version)
- 2005 - Man of Devotion
- 2005 - Does Anybody Know? / Welcome Sun
- 2005 - Cold (Italian promo)
- 2006 - I Got a Ticket
- 2008 - Home (limited tour edition)
- 2009 - High Time
- 2012 : Innocence
- 2013 : Maybe
- 2016 : New World
- 2017 : I Burn